# Renaud Cohen
Renaud Cohen, né le 10 septembre 1964 à Paris, est un réalisateur et scénariste français. Il a également été acteur dans certains de ses propres films.

## Biographie
Après une maîtrise de chinois, Renaud Cohen rentre à La Fémis dont il sort diplômé en 1992 (3e promotion, département réalisation). Il y réalise son premier court métrage de fiction, Réflexions d'un garçon, qui obtient le Prix spécial du jury d'Edimbourgh, le Grand Prix de la jeunesse au festival de Seine-Saint-Denis et le Prix du Public au Festival de Genève.
Il réalise par la suite plusieurs documentaires, dont Bienvenue au village modèle (2006), Les Petits Pains du peule (1999), L'Hôtel des réfugiés (1999), Le Maître des singes (1996) et Porteurs d'ombres électriques (1993). Il est résident, en 1998, à la Villa Médicis dans la section scénario.
Amateur de comédie burlesque, Renaud Cohen cite Woody Allen, Nanni Moretti, Ernst Lubitsch et Charlie Chaplin parmi ses cinéastes préférés. En 2000, il réalise son premier long métrage de fiction, Quand on sera grand, avec Mathieu Demy, Amira Casar et Maurice Bénichou. Le film est récompensé par le Prix du Public au Festival Premier Plan d'Angers et il est sélectionné au Festival de San Sebastian.

## Filmographie
Sauf précision, Renaud Cohen est le réalisateur et scénariste des films suivants

### Documentaires
- 1993 : Porteurs d'ombres électriques, documentaire de 52 minutes, tourné en Chine (diffusion Canal +)
- 1996 : Le Maître des singes, documentaire de 52 minutes, tourné en Chine (diffusion France 3)
- 1999 : L'Hôtel des réfugiés, documentaire de 52 minutes (diffusion sur le câble)
- 2000 : Les Petits Pains du peule, documentaire de 52 minutes, tourné en Chine (diffusion Arte)
- 2006 : Bienvenue au village modèle, documentaire de 52 minutes, tourné en Chine (diffusion Arte)
- 2014: Coiffeurs pour hommes, documentaire de 52 minutes (diffusion TNT)
- 2015: Les Chinois font un tabac, documentaire de 52 minutes (diffusion TNT)
- 2017: Les Chinois et moi, documentaire de 72 minutes (en cours de finition)

### Cinéma
- 1992 :  Réflexions d'un garçon, court métrage (également acteur)
- 2001 : Quand on sera grand, long métrage, produit par Gloria Films, avec Mathieu Demy, Maurice Bénichou et Amira Casar (sortie en avril, diffusé sur Canal Plus et sur Arte)
- 2006 : L'International, long métrage, avec Christophe Bourseiller, Marthe Keller et Luis Rego
- 2011 : Comment je me suis réveillé, court métrage (également producteur et acteur)
- 2012 : Au cas où je n'aurais pas la palme d'or, long métrage (également producteur et acteur), avec Emmanuel Salinger, Frédéric Pierrot, Julie Gayet, Maurice Bénichou et Bruno Todeschini

## Distinctions
Pour le court métrage Réflexions d'un garçon (1992) :
- Prix spécial du jury d'Edimbourgh
- Grand Prix de la jeunesse au festival de Seine-Saint-Denis
- Prix du Public au Festival de Genève

Pour le documentaire "Porteurs d'ombres électriques" (1993) :
Prix aux festivals de Oberhausen, Leipzig et Monte Catini
- Sélectionné aux Festivals du Réel et au FIPA, au Festival de Sydney et de New York

Pour Quand on sera grand (2001) :
- Prix du Public au Festival d'Angers
- Prix du public au festival Cinémania à Montréal (Canada)
- Prix du public au Festival "Mamers en Mars"
- Prix du public au Festival de Luchon
- Sélectionné au Festival de San Sebastian